# سیارک ۲۴۳۲۸
سیارک ۲۴۳۲۸ (به انگلیسی: 24328 Thomasburr، نامگذاری:2000AF54) بیست و چهار هزار و سیصد و بیست و هشتمین سیارک کشف شده‌است که در ۴ ژانویه ۲۰۰۰ کشف شد.
قدر مطلق سیارک برابر ۱۹.۵ است.